# Celeste Yarnall
Celeste Yarnall (* 26. Juli 1944 in Long Beach, Kalifornien; † 7. Oktober 2018 in Westlake Village, Kalifornien) war eine US-amerikanische Schauspielerin.

## Leben
Yarnall arbeitete als Fotomodell und nahm Gelegenheitsjobs an. 1962 wurde sie von Ozzie Nelson für seine Fernsehserie entdeckt. Damit begann ihre Karriere beim Fernsehen, erste kleine Kinorollen ohne Namensnennung folgten. Nach einem Umzug nach New York City war sie 1964 die letzte Siegerin eines Schönheitswettbewerbs der Rheingold Breweries mit dem Titel Miss Rheingold, in Radiosendungen und Werbespots zu hören und in kleinen Fernsehrollen zu sehen. Im Jahr 1965 begann die aktivste Zeit ihrer Karriere. Yarnall trat nun in etlichen Genrefilmen (oftmals Horrorstreifen) und als Gast in Episoden erfolgreicher Fernsehserien auf. 1970 bekam sie eine Tochter. Im Jahr 1974 ließ sich von ihrem Ehemann, Sheldon Silverstein, scheiden.
Nach 1973 wandte sich Yarnell von der Schauspielerei ab und betrieb eine Maklerfirma. Zu Beginn der 1990er Jahre nahm sie wieder Engagements für Film und Fernsehen an. Daneben gab sie mehrere Ratgeber zur Hunde- und Katzenhaltung heraus.
Yarnall heiratete 2010 den Maler Nazim Nazim. Ende 2014 wurde bei ihr Eierstockkrebs diagnostiziert und es wurde eine Spendenkampagne auf der Plattform GoFundMe initiiert, um die Behandlungskosten zu tragen. Sie starb am 7. Oktober 2018 in Folge ihrer Krebserkrankung im Alter von 74 Jahren. Ihre Grabstätte befindet sich auf dem Forest Lawn Memorial Park in Glendale.

## Filmografie (Auswahl)
- 1963: Der verrückte Professor (The Nutty Professor)
- 1963: Ein Ehebett zur Probe (Under the Yum Yum Tree)
- 1966: Unter Wasser rund um die Welt (Around the World Under the Sea)
- 1967: Raumschiff Enterprise (Star Trek) (Episode 2x05: Die Stunde der Erkenntnis)
- 1968: Ein Käfig voller Helden (Hogan’s Heroes) (zwei Episoden)
- 1968: Liebling, lass das Lügen (Live a Little, Love a Little)
- 1968: Diana – Tochter der Wildnis (The Face of Eve)
- 1969: Bob & Carol & Ted & Alice (Bob & Carol & Ted & Alice)
- 1971: The Velvet Vampire
- 1971: Drakapa, das Monster mit der Krallenhand (Beast of Blood)
- 1972: Kalter Hauch (The Mechanic)
- 1973: Scorpio, der Killer (Scorpio)
- 1987: Fatal Beauty (Fatal Beauty)
- 1990: Kein Baby an Bord (Funny About Love)
- 1991: Trabbi goes to Hollywood
- 1993: Born Yesterday – Blondinen küßt man nicht (Born Yesterday)
- 2006: Star Trek: Of Gods And Men
- 2012: Elvis found alive